# Wilhelm Kling
Wilhelm Kling (Bammental, 1902. február 7. – Berlin, 1973. november 17.) német politikus. 1936 és 1945 közt börtönben és koncentrációs táborokban raboskodott. A KPD funkcionáriusa volt, később az NDK-beli SED vezetőségének tagja lett.

## Műve
- Kleine Geschichte der IG Farben, der Großfabrikanten des Todes, Berlin 1957